# Мед солодший за кров
«Мед солодший за кров» — картина іспанського художника Сальвадора Далі, написана в 1941 році. Знаходиться в Музеї мистецтва в Санта-Барбарі у штаті Каліфорнія.

## Інформація про картину
| Картина отримала ту ж назву, що і робота 1927 року, що наробила тоді немало шуму. Тепер ця назва супроводить останньому скандалу, спровокованому наполегливим прагненням Сальвадора Далі «зробитися класиком».[2] |